# Fridolf Book
Johan Fridolf Book, född 27 februari 1836 i Uppsala församling, Uppsala län, död 7 april 1913 i Hovförsamlingen, Stockholms stad, var en svensk violinist.

## Biografi
Book studerade för Edouard d'Aubert, Joseph Joachim och Hubert Léonard. Han anställdes i Hovkapellet 1852 och var konsertmästare 1872–1889. Han var lärare vid Stockholms musikkonservatorium 1872–1911 och musikchef i Mazerska kvartettsällskapet 1884–1905. Fridolf Book invaldes den 28 februari 1872 som ledamot nr 438 av Kungliga Musikaliska Akademien. Fridolf Book var bror till Carl Gustaf Book.